# Christian Genersich
Christian Genersich (ur. 3, 4 lub 8 stycznia 1759 w Kieżmarku, zm. 30 kwietnia 1825 tamże) – spiskoniemiecki historyk, teolog, mineralog i geolog badający Tatry. Starszy brat Samuela i Johanna Genersichów.

## Życiorys
Był synem kieżmarskiego kupca Christiana Genersicha i Anny Zuzanny Bejkin. Studiował na uniwersytetach w Jenie, Getyndze i Utrechcie, następnie żył i pracował w Kieżmarku na Spiszu.  W l. 1786–1795 był profesorem w liceum w Kieżmarku, a od 1789 r. także drugim proboszczem ewangelickim w tym mieście.
Odbył wiele wypraw w Tatry, chociaż nie znamy dokładnie ich dat i przebiegu. Wiadomo, że w 1797 r. był w Jagnięcej Dolinie – być może ze swoimi licealistami. W l. ok. 1797–1800 odwiedził prawdopodobnie doliny: Dziką, Czarną Jaworową, Jastrzębią i Kołową oraz wszedł na Bielską Kopę (którą później dokładnie opisał) i Kołowy Szczyt. Ok. 1800 r. był w Dolinie Jaworowej, gdzie zwiedził jaskinię Mokra Dziura. W pierwszych latach XIX w. przeprowadził geologiczne badania Doliny Małej Zimnej Wody konstatując, że można w niej liczyć jedynie na „trochę pirytu i miedzi”. Jego przewodnikiem w tych wycieczkach był zwykle Jakob Fabri starszy, a w niektórych z nich towarzyszyli Genersichowi jego koledzy-profesorowie z kieżmarskiego liceum Johann Asbóth i Samuel Genersich (najmłodszy brat Christiana). W czasie tych wypraw zgromadził duży zbiór minerałów tatrzańskich.
Ogromny zbiór informacji o dziejach Kieżmarku, Spisza, a częściowo i Tatr zamieścił w swej dwutomowej pracy historycznej pt. Merkwürdigkeiten der Königlischen Freystadt Késmark in Oberungarn, am Fusse der Carpathen (t. I: Caschau 1804, t. II: Leutschau 1804). Znalazła się w niej m.in. pierwsza drukowana wiadomość o pierwszej historycznie znanej wycieczce w Tatry Beaty Łaskiej.
Wyniki swoich badań geologicznych i przyrodniczych (ale także liczne legendy i podania) ogłosił w dziele Reise in die Carpathen mit vorzüglicher Rücksicht auf das Tatra-Gebirge (1807, Triest – Wiedeń). Są tam m.in. opisy jaskiń, w tym pierwszy opis wspomnianej jaskini Mokra Dziura. Opublikował również kilka mniejszych prac dotyczących Tatr: Physisch-topographische Uebersicht des Zipser Comitats (w pracy S. Bredetzky'ego pt. Beyträge zur Topographie des Königreichs Ungern, Tom 4, Wien 1805) i Ansicht einerinneren karpathen-Gegend (w: Mahlerische Taschenbuch interess. Gegenden, Wien 1814).

## Upamiętnienie
W niemieckim nazewnictwie tatrzańskim został upamiętniony nazwą Genersich See (Długi Staw Staroleśny).